# East Hoathly
East Hoathly – wieś w Anglii, w East Sussex. W 2015 miejscowość liczyła 918 mieszkańców. W 1961 roku civil parish liczyła 737 mieszkańców.